# Luís Carlos Félix
Luís Carlos Félix Ferreira Falecido em 2015 (Rio de Janeiro, 11 maggio 1940 – Rio de Janeiro, 8 maggio 2015) è stato un arbitro di calcio brasiliano, internazionale dal 1980 al 1990.

## Carriera
Attivo a livello statale dal 1971, dallo stesso anno ha diretto in Série A. È stato affiliato sia alla CBF che alla Federazione Carioca.  Ha arbitrato la finale del Taça de Ouro 1984, nonché quelle del 1987 e del 1988. Tra i suoi risultati più rilevanti negli incontri internazionali si annoverano la presenza in dieci edizioni della Copa Libertadores. Ha partecipato alle qualificazioni al campionato mondiale di calcio 1986 per la CONMEBOL, arbitrando una partita. Tra le presenze nelle competizioni per squadre nazionali vi sono quella al campionato del mondo Under-20 1983 e al Campionato mondiale di calcio Under-16 1989.